# Josef Förster
Josef Förster (Foerster) (31. prosince 1804, Mladá u Benátkek nad Jizerou – 28. srpna 1892, Moravské Budějovice) byl český kantor, varhaník a hudební skladatel.

## Život
Pocházel ze staré kantorské rodiny Förstrů. Byl synem Ignáce Förstra a dědečkem Josefa Bohuslava Foerstera. Jeho synové, Josef Förster ml. a Karel Förster, byli rovněž hudebními skladateli.
Vystudoval gymnázium v Mladé Boleslavi a po roční praxi na vzorové škole v Praze se stal učitelským pomocníkem v Mladé Boleslavi. V roce 1827 zemřel jeho otec a Josef se stal jeho nástupcem v Osenicích. Až do odchodu na odpočinek byl zde učitelem a ředitelem kůru. Učil na housle a na klavír a zejména se věnoval povznesení umělecké úrovně chrámové hudby. V místním kostele prováděl i obtížné skladby Mozartovy a Beethovenovy. Zanechal po sobě opisy notového materiálu pro cca 1300 skladeb.
V roce 1877 odešel na odpočinek a žil střídavě u svých synů Karla a Josefa v Praze, Znojmě a Moravských Budějovicích.

## Dílo
Josef Förster je prvním z rodu Försterů, z jehož díla se něco dochovalo. Zkomponoval řadu mší, z nichž vyniká Česká mše za zemřelé. Různých requiem však napsal více než 20. Kromě chrámových skladeb psal pohřební a školní písně. Tiskem byly vydány dva pohřební sbory. V pozůstalosti byla nalezena i sbírka veršovaných vzpomínek.